# Ancón (Panama)
Ancón è un comune (corregimiento) della Repubblica di Panama situato nel distretto di Panama, provincia di Panama. Si estende su una superficie di 204,6 km² e conta una popolazione di 29 761 abitanti (censimento 2010).